# Han Berger
Han Berger (* 17. Juni 1950 in Utrecht) ist ein niederländischer Fußballtrainer.

## Karriere

### 1976–1983
Bergers erste Trainerstation wurde am 1. Januar 1976 der FC Utrecht. Dort löste er Jan Rab ab. Zuvor war er bereits seit der Saison 1972/73 Assistenztrainer der Mannschaft. Sieben Jahre betreute er das Team als Cheftrainer. Diese Marke wurde bisher von keinem weiteren Utrecht-Trainer gebrochen. Seine beste Platzierung erreichte die Mannschaft unter Bergers Regie 1980/81, als der dritte Rang erspielt wurde. Dies blieb bis heute (Stand: 2009) die beste Platzierung in der Vereinsgeschichte. Dadurch führte der Trainer den FCU zur ersten UEFA-Pokal-Teilnahme. Nach einem 2:1-Sieg und einer 1:3-Rückspielniederlage schied der Klub in der zweiten Runde gegen Eintracht Frankfurt aus.

### 1983–1991
1983 wurde Berger vom Waliser Barry Hughes abgelöst. Er selbst schloss sich dem FC Groningen an, den er die kommenden drei Jahre betreute. 1983/84 spielte auch dieser Klub erstmals im UEFA-Cup. Aber wie schon in Utrecht, war in der zweiten Runde wieder Endstation, als man sich Inter Mailand geschlagen geben musste. In der Liga spielte man regelmäßig im ersten Drittel der Tabelle. Größere Erfolg blieben allerdings aus. 1986 sicherte sich der AZ Alkmaar die Dienste des Trainers. Nach nur einem halben Jahr verließ Berger den AZ wieder. Neuer Arbeitgeber wurde Fortuna Sittard. Doch auch hier hielt es den Fußballlehrer nicht lange und Berger zog es nach sechs Monaten zurück zum FC Utrecht. Dort war er weitere drei Jahre aktiv, konnte aber nicht an die vergangenen Erfolge anknüpfen. Schließlich zog es Berger 1989/90 wieder zu Fortuna Sittard. Nach einem ersten guten Jahr, musste sich der Klub 1991 nach unten orientieren, was dazu veranlasste getrennte Wege zu gehen.

### 1991–2000
Kurz nach Beginn der Saison 1991/92 wurde Berger im Oktober 1991 entlassen. Trotzdem blieb er nicht beschäftigungslos. Nach kurzer Pause wurde er im März 1992 Neutrainer beim abstiegsbedrohten FC Dordrecht. Den Klassenerhalt schaffte man nicht und so zog es Berger zu Ligakonkurrent Sparta Rotterdam. Mit Sparta fand sich der Trainer meist im unteren Mittelfeld der Tabelle wieder. Erstmals wechselte Berger schließlich in die Eerste Divisie und betreute fortan den SC Cambuur-Leeuwarden. 1997 und 1998 erreichte man den zweiten Platz in der Liga, setzte sich aber nur 1998 in der Qualifikation zur Eredivisie durch. Dort trennte sich dann schließlich wieder die Wege von Trainer und Mannschaft. Berger nahm ein Angebot des KNVB an, die U21 des Landes zu betreuen. Diesen Job hatte er zwei Jahre inne. Wegen Scheitern in der Gruppenphase zur U-21-Fußball-Europameisterschaft 2000 wurde Bergers Vertrag nicht verlängert.

### Seit 2000
Nach elf Jahren schloss er sich nun wieder dem FC Utrecht an und betreute diesen als technischer Sportdirektor. 2004 setzte er sich wieder auf die Trainerbank. In seiner einzigen Auslandssaison wurde er vom japanischen Klub Ōita Trinita verpflichtet. 2005 kehrte er in die Niederlande zurück und bekleidete den Posten des technischen Direktors beim VBV De Graafschap Doetinchem. Nach drei Jahren holte ihn der australische Verband für gleiche Position in die Australische Nationalmannschaft. 2010 war er kurzfristig Interimstrainer der Nationalmannschaft.
Zwischen 2014 und 2016 war er im Stab des Sydney FC.
Sein Sohn Ruud Berger spielte zwischen 1999 und 2010 für den FC Utrecht und RKC Waalwijk in der holländischen Eredivisie.